# Pi6 Orionis
Título a ser usado para criar uma ligação interna é Pi6 Orionis.
Pi6 Oriontis (10 Oriontis) é uma estrela na direção da constelação de Orion. Possui uma ascensão reta de 04h 58m 32.90s e uma declinação de +01° 42′ 50.5″. Sua magnitude aparente é igual a 4.47. Considerando sua distância de 953 anos-luz em relação à Terra, sua magnitude absoluta é igual a −2.86. Pertence à classe espectral K2IIvar.